# Luro (Verwaltungsamt)
| \| \| |
|       |

|  |

Luro (Luru) ist ein osttimoresisches Verwaltungsamt (portugiesisch Posto Administrativo) in der Gemeinde Lautém. Es wird durch den Fluss Adafuro in Ober- und Unter-Luro geteilt. Die beiden jeweils größten Siedlungszentren werden entsprechend Ober- und Unter-Luro genannt, oft werden beide auch nur als Luro bezeichnet. Verwirrung entsteht zusätzlich, weil Unter-Luro während der indonesischen Besatzungszeit (1975 bis 1999) das Verwaltungszentrum war, es danach aber von Ober-Luro abgelöst wurde.

## Die Orte
Zwischen den beiden Siedlungszentren Luro liegen knapp vier Kilometer. Während Ober-Luro sich an der Westgrenze des Sucos Luro zu Cotamutu befindet, liegt Unter-Luro im Suco Afabubu, am Fluss Adafuro.

### Ober-Luro

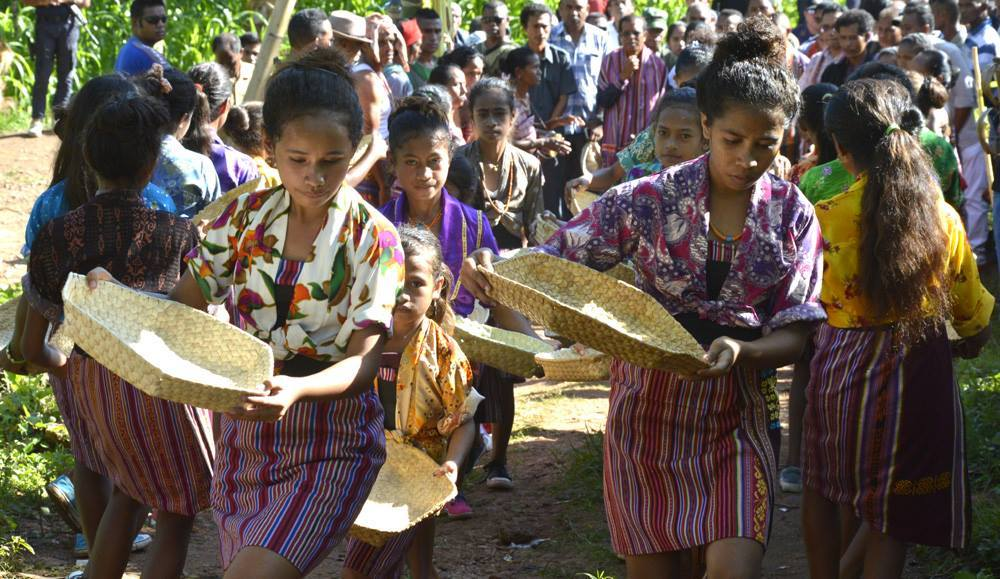
Mädchen im Suco Luro (2016)

An der Grenze zwischen den Sucos Luro und Cotamutu liegt der Hauptort und das größte Siedlungszentrum des Verwaltungsamts, das sich aus mehreren Ortsteilen zusammensetzt. Der Ortskern und Verwaltungssitz des Verwaltungsamts befinden sich im Suco Luro. Dazu gehören die Ortsteile Luro, Abere, Aelaneno, Afaia (Afaea), Amahira (Amaira), Baricafa (Barikafa), Ossufaso und Uatalano. Der westlichen Außenbezirke Cotamutu liegt im Suco Cotamutu.  Etwas außerhalb liegen im Suco Luro die Dörfer Fanice, Halaena, Sarelari (Saralari) und im Suco Cotamutu Ouroma (Ourama, Oroma) und Kotamutu.
Das Siedlungszentrum verfügt über eine Grundschule, einen medizinischen Posten und ein kommunales Gesundheitszentrum. Zur Gemeindehauptstadt Lospalos sind es in Luftlinie 17 km (auf der Straße 65 km) nach Osten und zur Landeshauptstadt Dili etwa 137 km nach Westen.

### Unter-Luro
Das Siedlungszentrum Unter-Luro (Odufuro) liegt im Suco Afabubu, an der Mündung des Adafuro in den Fluss Raumoco. Das Ortszentrum liegt am Nordufer des Adafuro, ebenso die Ortsteile Borugae (Borogae, Borugai), Boruvali (Borowali, Boruwali), Wairoque, Afa, Zefaliu, Soba (Sofa), Afanami (Ataname), Ulturo (Luturo) und Dalari (Daelari). Südlich des Flusses liegen die Vororte Oneraba (Onerafa, Onerafa) und Lacawa (Lakawa). Zum Siedlungszentrum gehört eine Schule zur Vorbereitung auf die Sekundärstufe. Die Straße von Ober-Luro nach Lospalos führt durch Unter-Luro.

## Das Verwaltungsamt

### Geographie

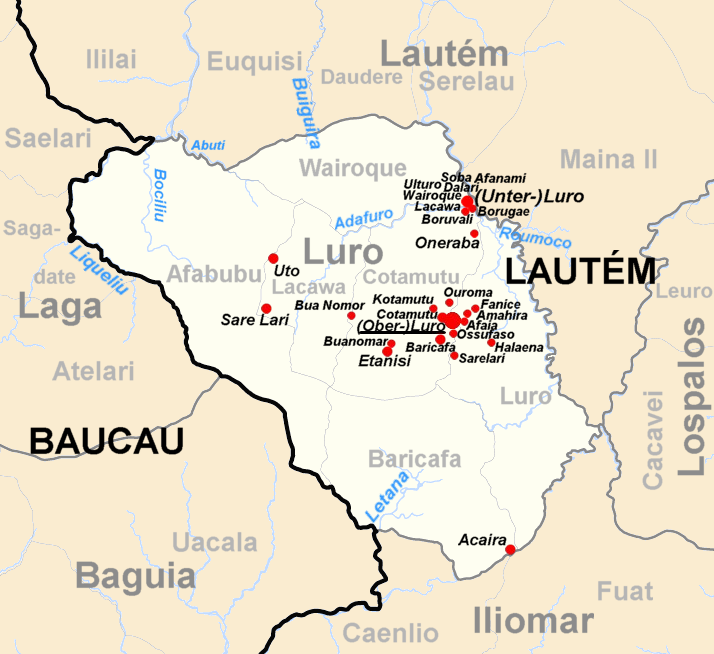
Luro vor der Gebietsreform 2015

Bis 2014 wurden die Verwaltungsämter noch als Subdistrikte bezeichnet.
Das Verwaltungsamt Luro liegt im Westen der Gemeinde Lautém. Als einziges Verwaltungsamt Lautéms hat es keinen Zugang zum Meer. Im Norden und Osten liegt das Verwaltungsamt Lautém, im Süden das Verwaltungsamt Iliomar und im Westen die Gemeinde Baucau mit ihren Verwaltungsämtern Baguia und Laga. Vor der Gebietsreform 2015 hatte Luro eine Fläche von 128,28 km². Nun sind es 125,4 km². Luro gab ein Gebiet im Norden an Lautém an, erhielt aber dafür ein Territorium von Laga, das nun im Westen wie ein Anhängsel in das benachbarte Verwaltungsamt hineinragt.
Luro besteht aus sechs Sucos. In Ober-Luro sind es die Baricafa (Barikafa), Cotamutu (Cotamuto, Kotamuto) und Luro mit dem Verwaltungssitz. In Unter-Luro (Odufuro) liegen die Sucos Afabubu (Afabubo), Lacawa (Lakawa) und Wairoque (Wairoke, Wairoce, Vairoque). Die Grenzziehung der Sucos wurde nach der indonesischen Besatzungszeit mehrmals deutlich verändert. Unter anderem tauschten Afabubu und Wairoque praktisch ihr gesamtes Territorium.
Luro ist das höchstgelegene Verwaltungsamt von Lautém. Es besteht aus einem Tal, das von Hügeln und kleineren Bergen umgeben ist. Der Legumau (Legumaw, Apara) im Suco Lacawa ist mit 1228 m (anderen Quellen nach 1221 m bzw. 1297 m) der höchste Punkt. Die Ortschaften im Verwaltungsamt liegen verteilt und sind aufgrund der Landschaft teilweise schwer zu erreichen. Für die Parlamentswahlen 2007 mussten die Wahlurnen teilweise mit Pferden und Helikoptern transportiert werden.

Klimadaten
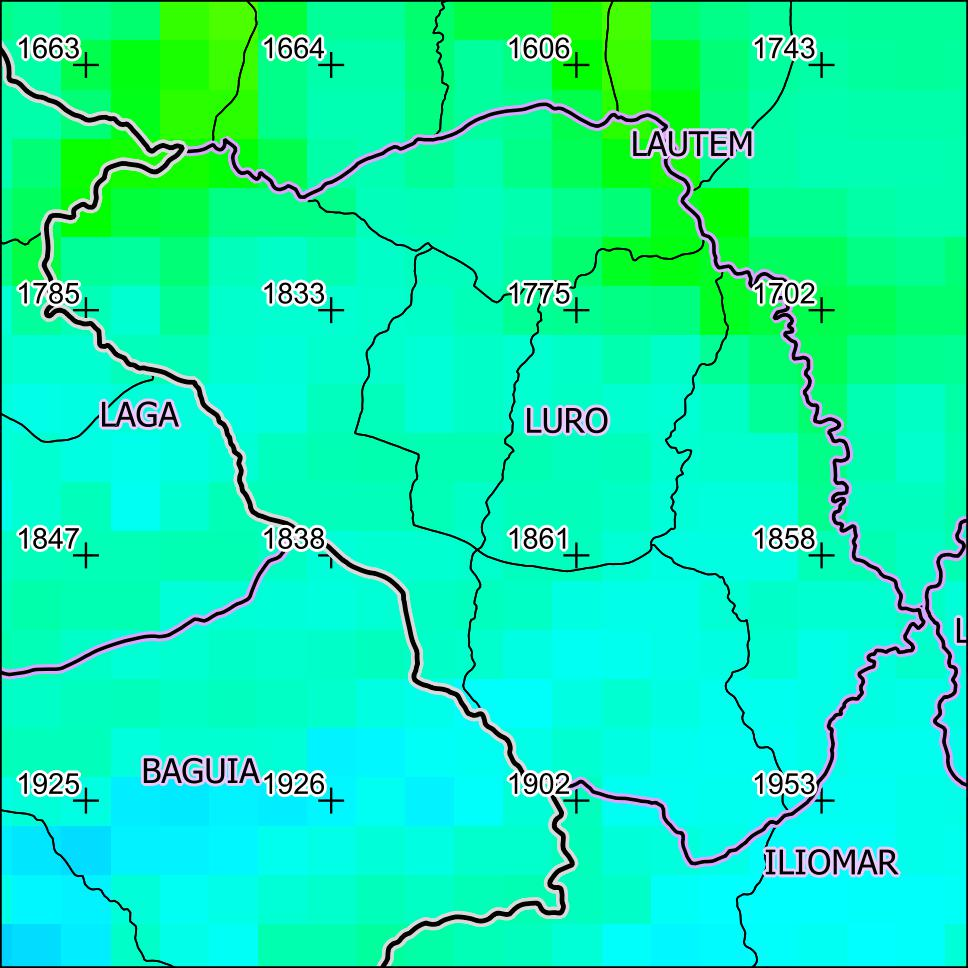
Jährliche Niederschlagsmenge (2000)
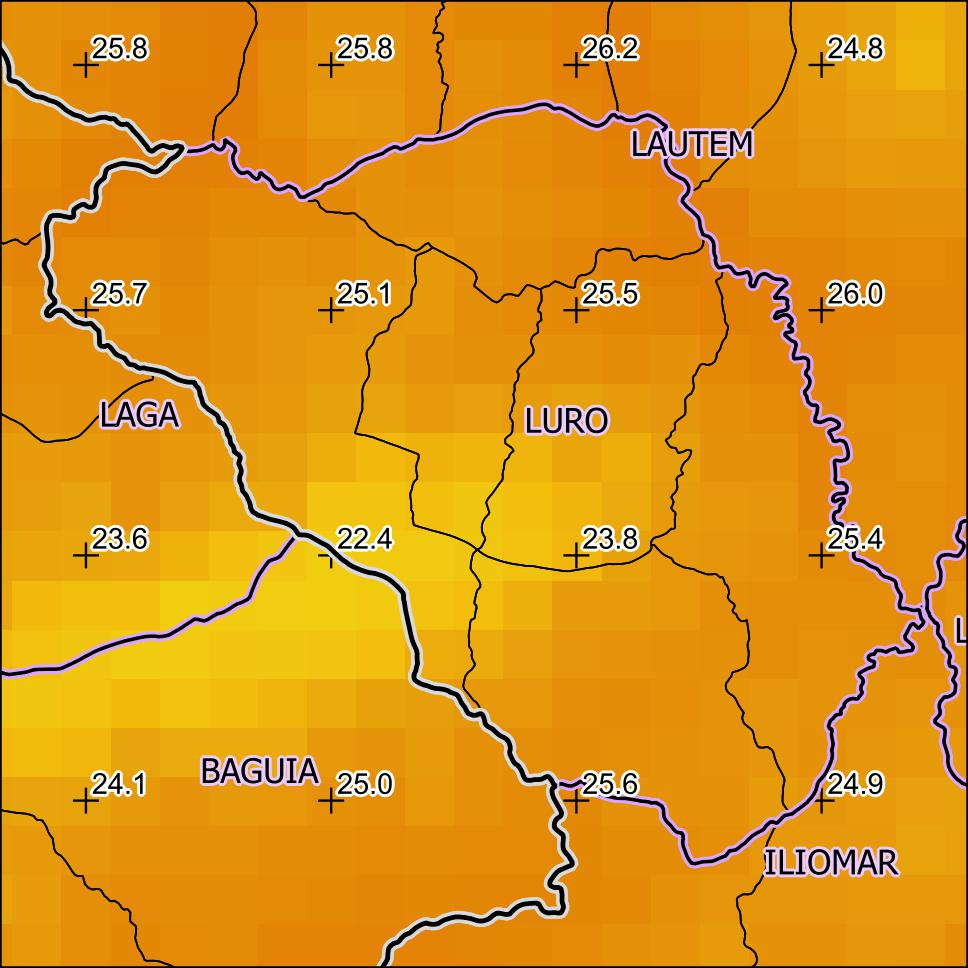
Jahresdurchschnitts-temperatur (2000)

### Einwohner

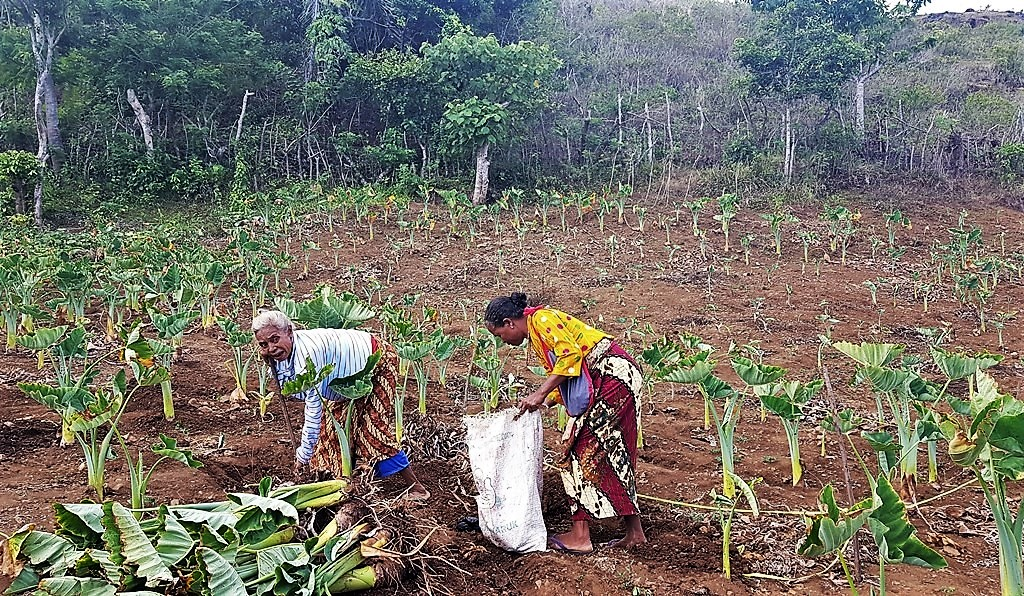
Feldarbeit in Luro

Im Verwaltungsamt leben 8.381 Menschen (2022), davon sind 4.271 Männer und 4.110 Frauen. Im Suco gibt es 1.416 Haushalte. Die größte Sprachgruppe bilden die Sprecher der Nationalsprache Makasae. In Unter-Luro sprechen die Menschen das eigentliche Makasae, während in Ober-Luro der Dialekt Sa’ane verwendet wird. Als Zweitsprachen werden Tetum, Fataluku, Bahasa Indonesia und Portugiesisch (von den Älteren) gesprochen. Der Altersdurchschnitt beträgt 17,0 Jahre (2010, 2004: 17,3 Jahre).
Der Politiker Mariano Sabino Lopes wurde in Luro geboren. Sein Vater war Liurai von Luro.

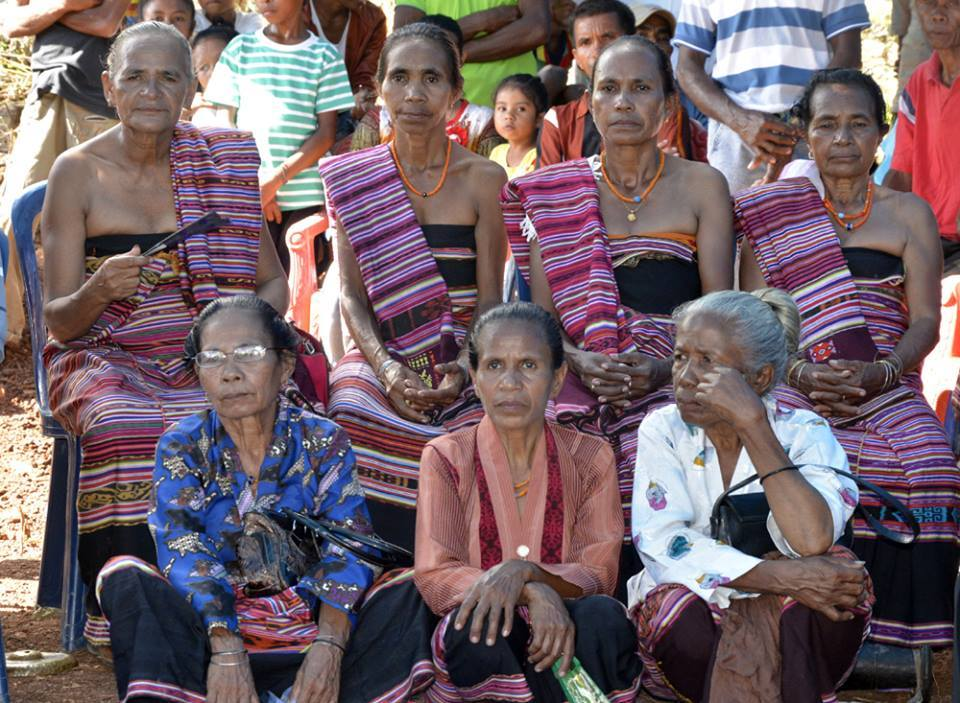
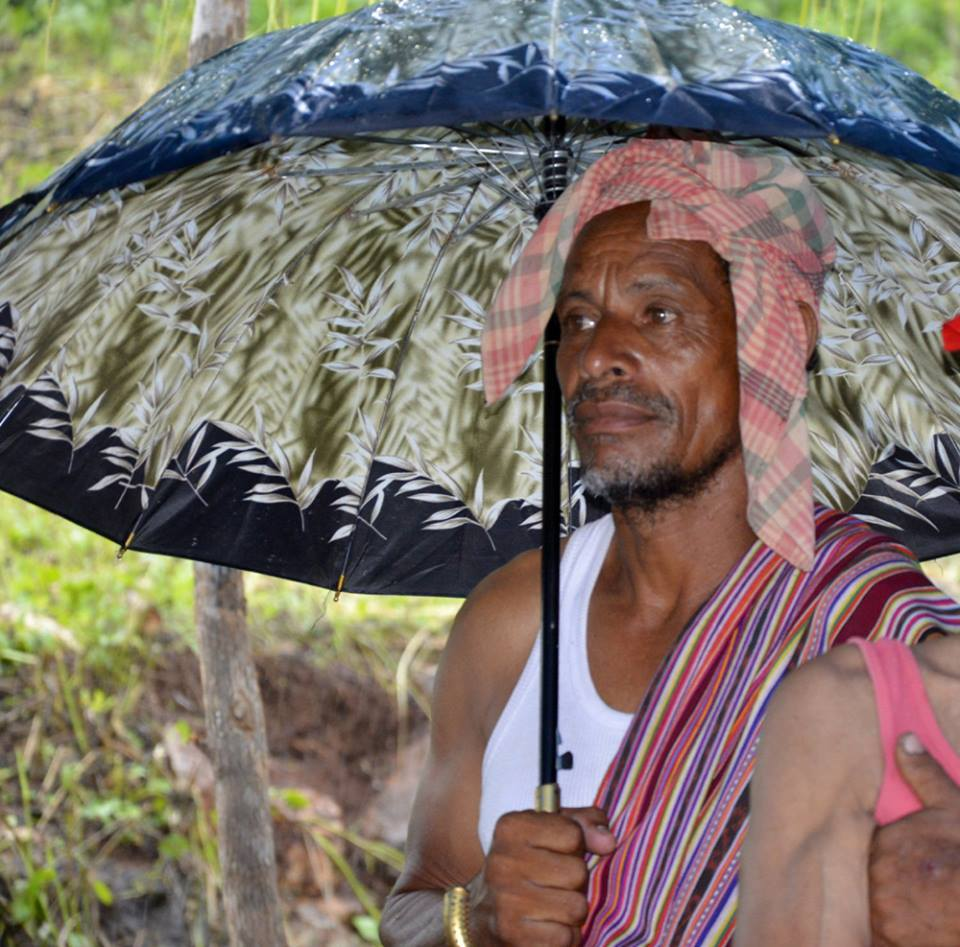
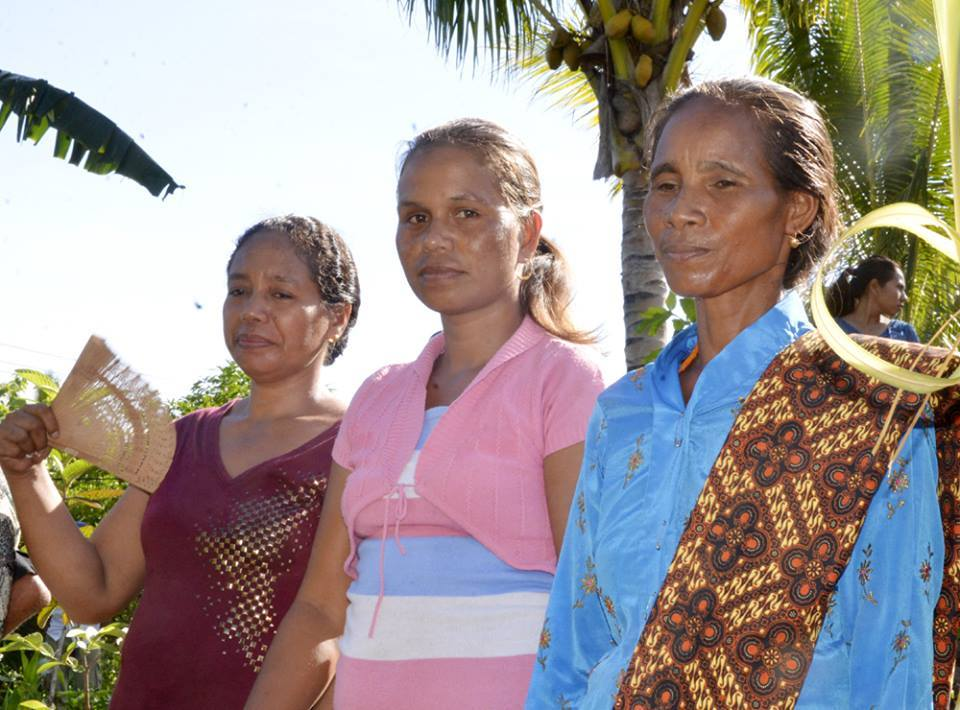
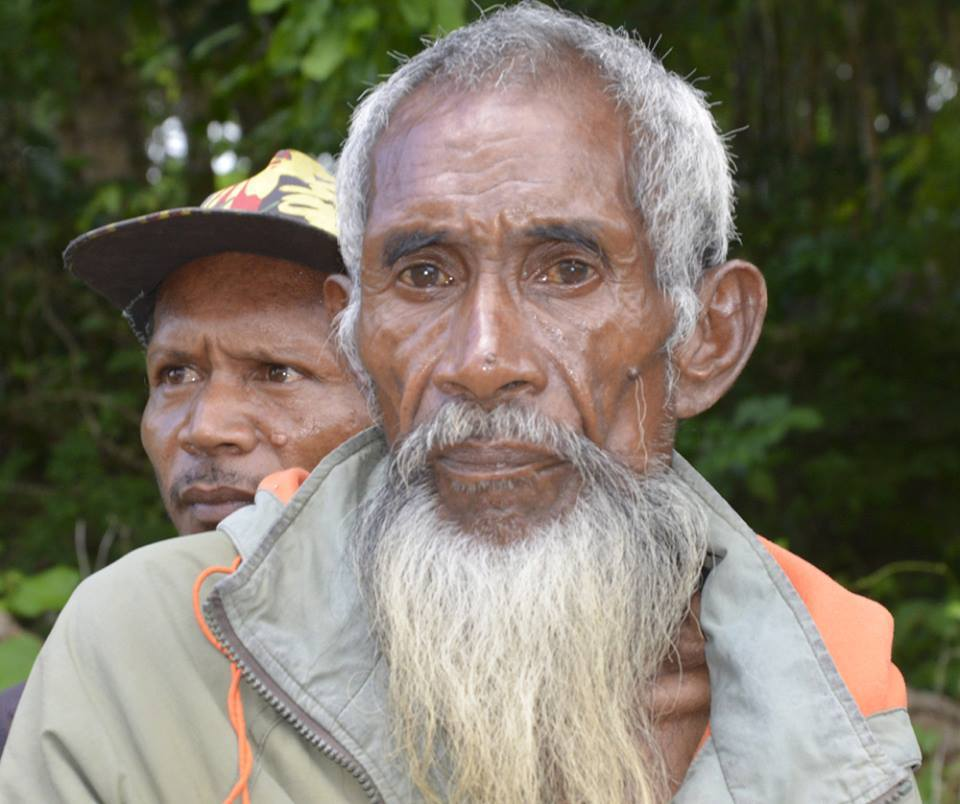
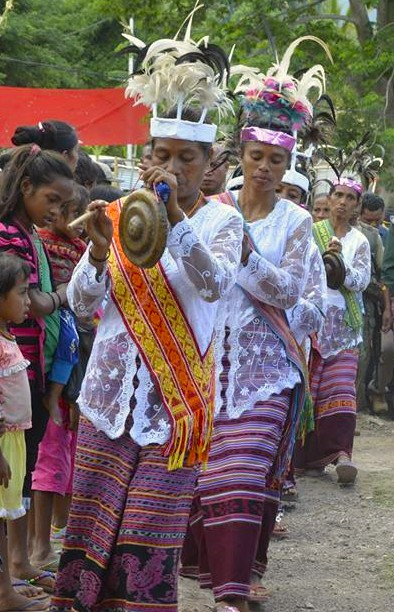

### Politik

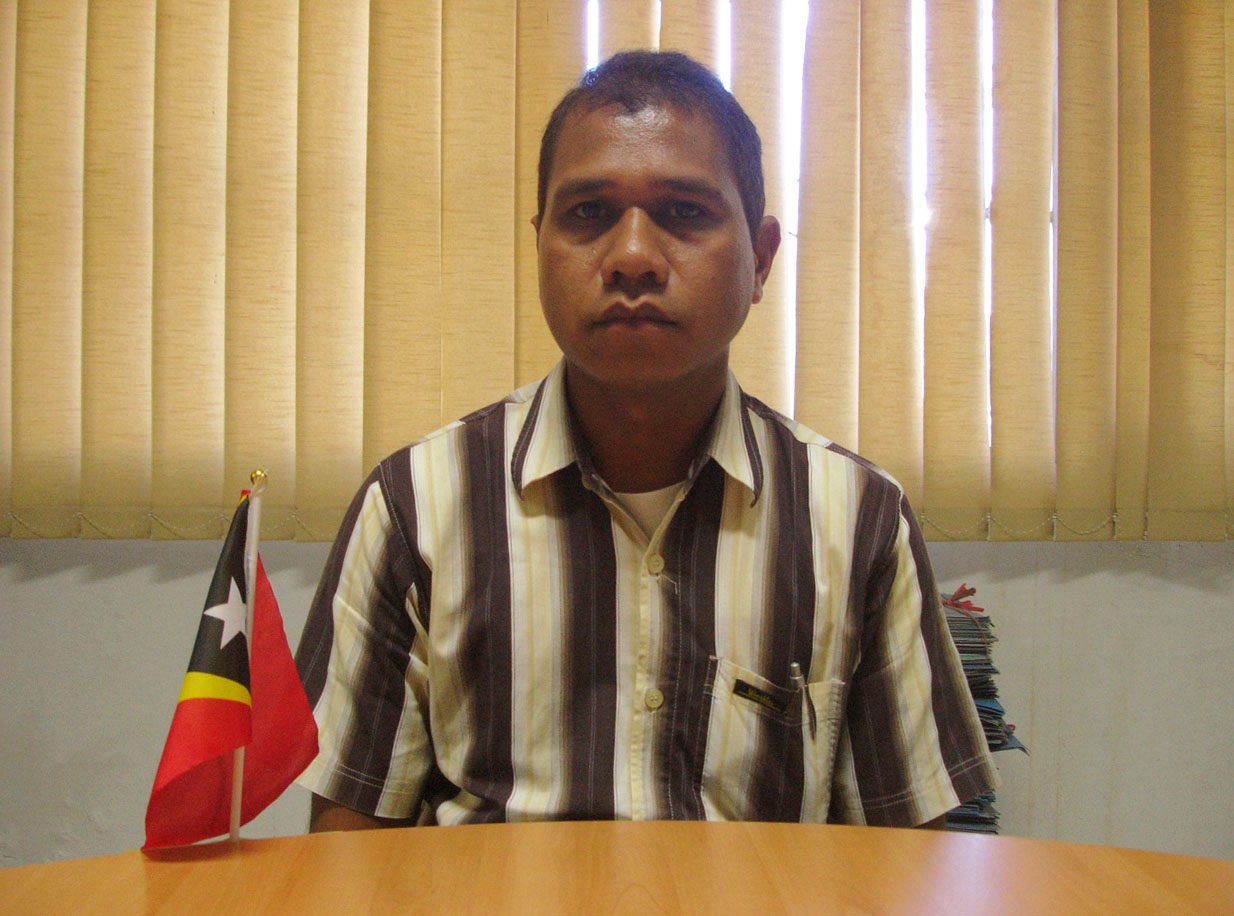
Administrator Cecílio Soares (2013)

Der Administrator des Verwaltungsamts wird von der Zentralregierung in Dili ernannt.
Der Politiker Jacob Xavier war in den 1960er-Jahren vier Jahre lang Administrator Luros. Als letzter von den Portugiesen eingesetzter  Administrator diente Jaime Camacho Amaral von 1974 bis 1975.
2015 war Cecílio Soares Administrator, 2016 Delfim Marques.

### Wirtschaft

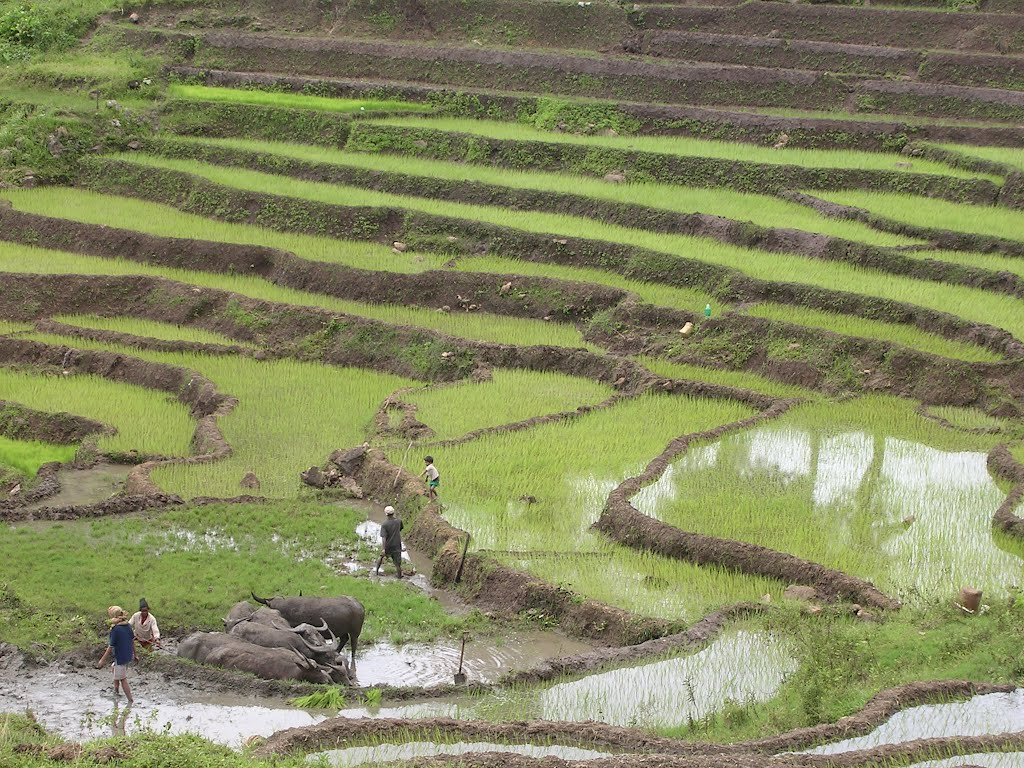
Reisterrassen und Wasserbüffel im Südosten von Cotamutu

Das Verwaltungsamt verfügt über etwa 1000 Hektar landwirtschaftlich nutzbare Fläche auf der Reis und Mais angebaut wird. 60 % der Haushalte in Luro bauen Mais an, 54 % Reis, 51 % Kokosnüsse, 51 % Maniok, 44 % Gemüse und 6 % Kaffee. Viele Menschen sind aber von den Erträgen ihrer Gärten abhängig. Zudem werden Wildwurzeln gesammelt und Haustiere gehalten. Dies sind Wasserbüffel, Rinder, Schafe, Ziegen, Schweine und vor allem Hühner. In Ober-Luro kommen noch Enten in einer großen Zahl dazu.

## Geschichte

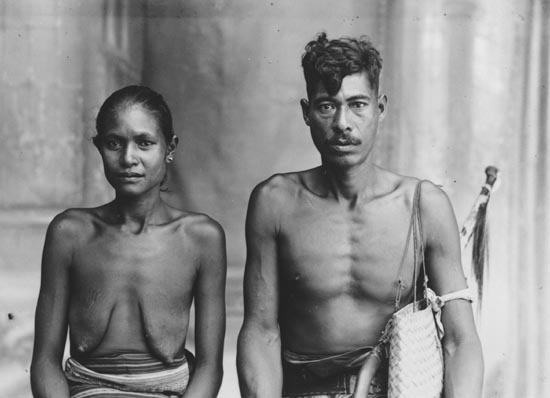
Einwohner von Luro, Álbum Fontoura, vor 1940

Im Juni 2001 kam es zu schweren Überflutungen, die zusammen mit Schlammlawinen viele Felder zerstörten.
Ende August 2011 starben in Baricafa vier Menschen bei einem Zusammenstoß zwischen zwei Kampfsportgruppen. Infolgedessen ordnete Premierminister Xanana Gusmão die Schließung der Kampfsportvereine an.